# ماریو مالوچا
ماریو مالوچا (کرواتی: Mario Maloča؛ زادهٔ ۴ مهٔ ۱۹۸۹) بازیکن فوتبال اهل کرواسی است. وی همچنین در تیم ملی فوتبال کرواسی بازی کرده است.